# Deqadi
Deqadi è un comune dell'Azerbaigian situato nel distretto di Astara.